# Carla Bruinenberg

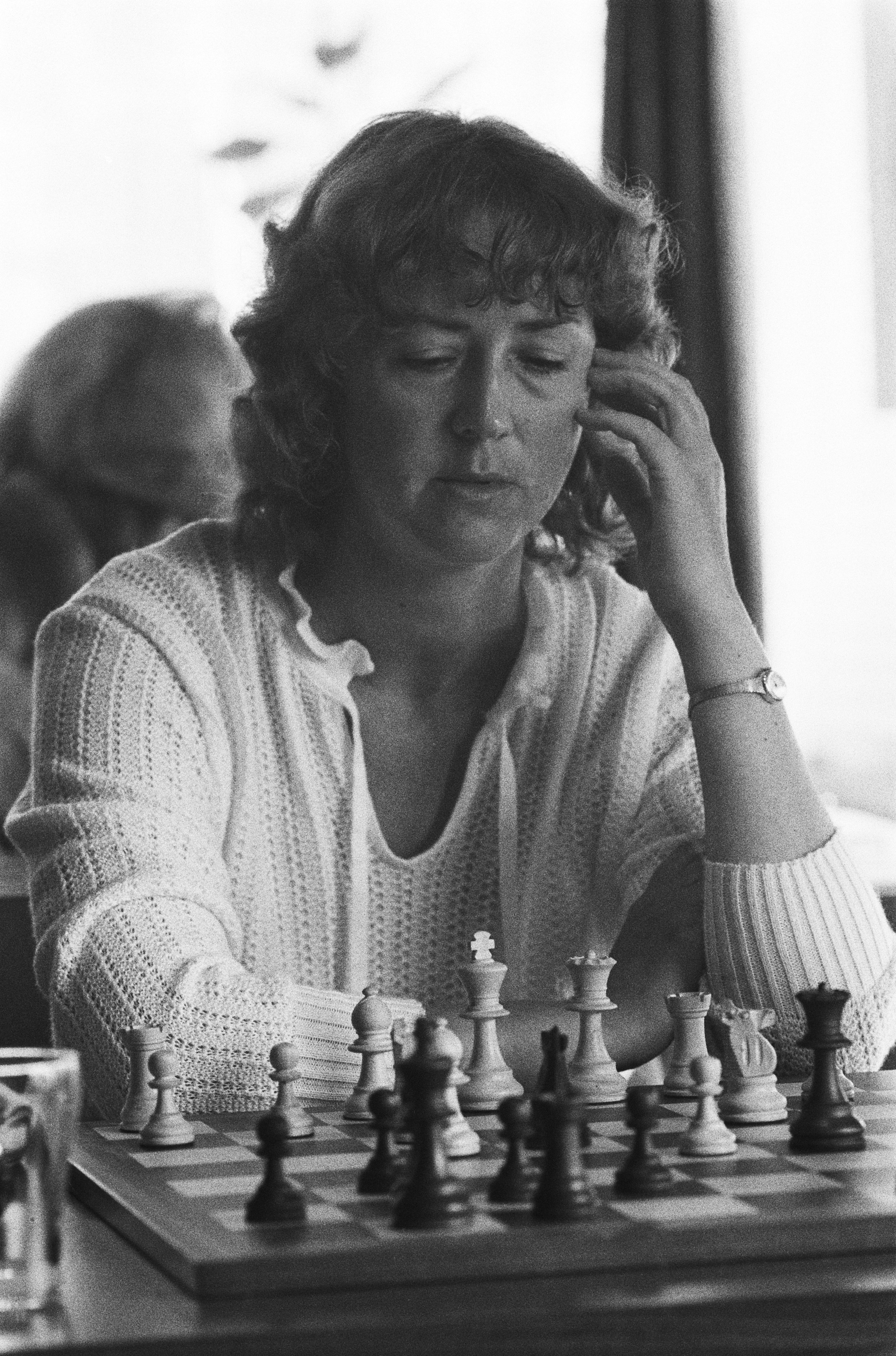
Carla Bruinenberg, 1982

Carla Bruinenberg (Deventer, 17 februari 1944) is een Nederlands schaakster.
In 1982, 1983 en 1984 was ze kampioen van Nederland bij de dames. Carla Bruinenberg heeft in 1982 ook nog in de dames Schaakolympiade te Luzern meegespeeld. Nederland bereikte daar de achtste plaats, de Sovjet-Unie eindigde als eerste. In de Schaakolympiade op Malta in 1980 eindigde ze op een gedeelde 17e plaats en in Thessaloniki in 1984 werd ze 11e. Ze is de moeder van de schaakster Monique van de Griendt.